# Villastellone
Villastellone là một đô thị ở tỉnh Torino trong vùng Piedmont, có vị trí cách khoảng 15 km về phía nam của Torino, nước Ý. Tại thời điểm ngày 31 tháng 12 năm 2004, đô thị này có dân số 4.826 người và diện tích là 19,7 km².
Đô thị Villastellone có các frazioni (các đơn vị trực thuộc, chủ yếu là các làng) Borgo Cornalese and Tetti Mauriti.
Villastellone giáp các đô thị: Moncalieri, Cambiano, Santena, Poirino, Carignano, và Carmagnola.